# De Droom van Maxentius

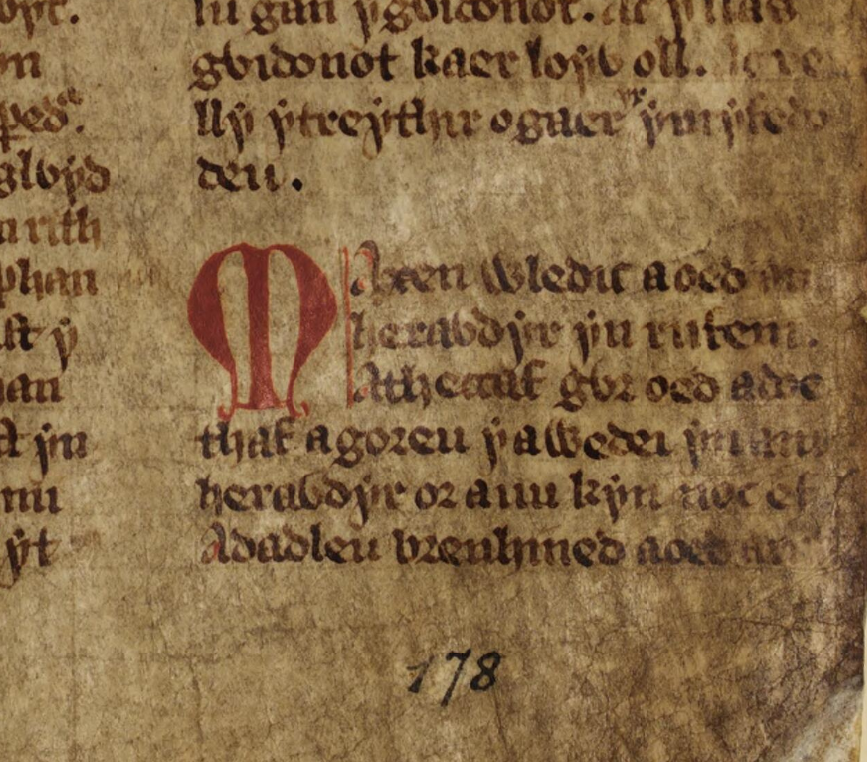
Begin van De droom van Maxentius, Witte Boek van Rhydderch, f.45.r, rond 1350

De Droom van Maxentius (Welsh: Breuddwyd Macsen Wledig) is een verhaal uit de Mabinogion.
Het verhaal is gebaseerd op verschillende (pseudo)historische tradities, waaronder de Historia van Geoffrey van Monmouth.
Maxentius is samengesteld uit verschillende personages: zijn naam dankt hij aan de Romeinse keizer Maxentius (306 - 312), de tegenstander van Constantijn de Grote, maar de loopbaan van de Spaanse Magnus Maximus ligt aan het verhaal ten grondslag. Geoffrey van Monmouth identificeert Magnus Maximus met de Romeinse senator Maximianus. Maximianus was volgens Monmouth naar Brittannië uitgenodigd om de dochter van Octavius (Eudav) te trouwen. Octavius' neef is Conanus (Kynan). Eudav en Kynan komen in De Droom van Maxentius voor. Volgens Monmouth is Aldroenus de vierde Bretonse koning na Conanus. Aldroenus' broer is Constantijn, de vader van Uther Pendragon, de vader van koning Arthur.
Magnus Maximus was van 368 tot 383 in dienst van het Romeinse leger in Brittannia en werd door de troepen aldaar tot keizer uitgeroepen. Hij stak Het Kanaal over, versloeg Gratianus en werd heerser van Gallië, Spanje en Noord-Italië. Hij werd tweemaal door Theodosius I verslagen en in 388 gevangengenomen en onthoofd.

## Verhaal
Maxentius was keizer van Rome en hij was 'knapper, wijzer en geschikter dan zijn voorgangers'. Hij ging op een dag met zijn 32 koningen jagen en kreeg een droom, toen hij tijdens de rust in slaap viel. 
Hij zag een hoge berg en een brede rivier die er ontsprong. Hij volgde de loop tot aan de zeemonding, waar een grote stad was. Een vloot lag voor anker en een ivoren brug leidde van de kust naar het grootste schip. Maxentius zeilde er mee naar een eiland in zee en vond er aan een riviermonding opnieuw een grote burcht, waar hij binnenging. Twee edele jongelingen speelden er gwyddbwyll (bordspel) en aan de voet van een zuil zat een koninklijke grijsaard stukken voor het spel te snijden. Er was ook een meisje in de hal, waar Maxentius zo verliefd op werd, dat hij alleen aan haar kon denken, toen hij uit zijn droom was ontwaakt. 
Wijze mannen gaven de keizer het advies boodschappers te sturen om de vrouw van zijn dromen op te sporen. Ze zeilden naar Brittannië en bereikten Eryri (Snowdon). Ze trokken verder tot ze Môn (Anglesey), Arvon en (Caer) Aber Seint (het gebied waar het Romeinse fort Segontium stond) zagen. Aan de riviermonding (van de Seiont) lag een burcht. Ze gingen de hal binnen en nodigden de jonge vrouw Elen uit om keizerin van Rome te worden. Ze gaf hen de opdracht de keizer bij haar te brengen. De boodschappers gingen terug naar Maxentius om nu samen met hem op weg te gaan. 
Maxentius joeg Beli, de zoon van Mynogan, en zijn zonen de zee in, trok verder naar Arvon en herkende in Aber Seint de burcht, die hij in zijn droom had gezien. In de hal maakte Maxentius kennis met de twee jongelingen, Kynan en Avaon, de zonen van Eudav, en Eudav zelf, de zoon van Caradawg. Hij omhelsde de keizerin van Rome en de volgende morgen vroeg ze het Britse eiland voor haar vader Eudav als geschenk en de drie eilanden voor de kust (Wight, Man en Anglesey of de Orkneyeilanden) voor zichzelf. En ze vroeg om de bouw van drie burchten: de hoofdburcht in Arvon, Caer Llion en Caer Vyrddin. Elen liet hoofdwegen bouwen tussen de burchten: de highways of Elen of the Hosts. 
Maxentius bleef er zeven jaar en er was in Rome inmiddels een nieuwe keizer gekozen. Maxentius trok met een leger naar Rome op en veroverde onderweg 'France' en Bourgondië. Toen hij al een jaar Rome belegerd had, doken Elens broers Kynan en Avaon op en zij veroverden voor Maxentius Rome. Uit dank schonk hij hen zijn leger om op veroveringstocht te gaan. 
Uiteindelijk ging Avaon terug naar huis en Kynan bleef in Bretagne, liet er de vrouwen de tong afsnijden zodat de Britse taal zuiver bleef (Bretagne is in het Welsh Llydaw, 'voor de helft stil') en zijn mannen werden Bryttanyeid genoemd.